# Elettrodo a membrana

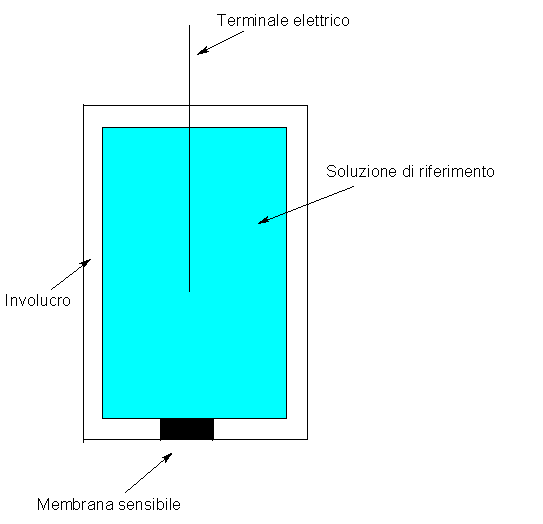
Schematizzazione di un elettrodo a membrana

Un elettrodo a membrana, definito anche elettrodo ionoselettivo, è un elettrodo in grado di misurare la concentrazione  di una specifica specie chimica ionica o anche molecolare: questa peculiare sensibilità rappresenta la caratteristica saliente di questa classe di elettrodi. 
Schematicamente gli elettrodi a membrana sono costituiti da un involucro che racchiude un sensore metallico immerso in una soluzione di riferimento a concentrazione nota e costante. La parte sensibile è costituita da una piccola membrana sita sul fondo dell'elettrodo tra le cui interfacce interna ed esterna si stabilisce una differenza di potenziale dovuta alla differenza di concentrazione esistente tra la soluzione di riferimento e quella contenente l'analita e nelle quali è immerso l'elettrodo a membrana. Il funzionamento dell'elettrodo ionoselettivo è descritto dall'equazione di Nicolskij-Pungor-Eisenman, generalizzazione della più nota equazione di Nernst:
{\displaystyle E=E_{0}\pm {\frac {RT}{nF}}ln(a_{i}+\sum _{j}K_{j}a_{j}^{n/n_{j}})}
dove:
- E0 è una costante di elettrodo;
- ai l'attività dell'analita;
- Kj il coefficiente di selettività dell'elettrodo;
- aj l'attività della specie j-esima presente in soluzione e verso la quale l'elettrodo presenta una più o meno marcata sensibilità;
- n è la carica ionica dell'analita e nj la carica della specie j-esima di cui sopra.

Il coefficiente di selettività indica il livello di specificità dell'elettrodo a membrana e varia da valori di 10-13, tipici degli elettrodi a vetro, a valori compresi tra 10-4 - 10-7 per altri elettrodi selettivi.
Esistono diverse tipologie di membrane che si differenziano sia in base al loro stato fisico sia in base alla loro composizione chimica: 
1. Membrane solide 
  1. A vetro, utilizzate ad esempio per determinare ioni Na+ e H+
  2. Cristalline, come quelle sensibili a ioni quali F-, Pb2+ e Cu2+
  3. Resine a scambio ionico, selettive ad esempio verso il potassio e diversi cationi ed anioni
2. Membrane liquide, formate da soluzioni di composti organici in solventi immiscibili con l'acqua e supportate su di un solido
3. Elettrodi ad enzima, formato da una membrana contenente un enzima il cui prodotto di reazione (solitamente ioni H+ o OH-) viene misurato dal reale elettrodo ionoselettivo ricoperto dalla precedente membrana (un esempio è l'elettrodo glucosio selettivo)

Gli elettrodi a membrana si prestano sia a misure potenziometriche dirette che indirette, ma la loro minore selettività rispetto ai classici elettrodi richiede particolare attenzione per le possibili interferenze. Richiedono inoltre una costante calibrazione e molta cura nell'utilizzazione. La ricerca attuale è rivolta allo sviluppo di elettrodi a membrana più specifici e selettivi, oltre che all'ampliamento delle possibili specie chimiche analizzabili.
Gli elettrodi a membrana sono utilizzati negli analizzatori della medicina di laboratorio per misurare gli elettroliti contenuti nel sangue.